# 成武县
成武县是中华人民共和国山东省菏泽市所辖的一个县，该县地华北平原，位于山东西南菏泽地区的东南部，縣人民政府駐永昌街道。
成武县历史悠久，早在新石器时期便有居民在此居住，公元前11世纪，周武王封异母弟于此，就是郜國，都城遗址在今县境。，也是春秋時期相馬師伯乐、漢朝名賢孫期等歷史名人的故鄉。

## 行政区划
成武县下辖2个街道办事处、11个镇：
文亭街道、永昌街道、大田集镇、天宫庙镇、汶上集镇、南鲁集镇、伯乐集镇、苟村集镇、白浮图镇、孙寺镇、九女集镇、党集镇和张楼镇。

## 历史

### 先秦时期
成武县历史悠久，早在新石器时期便有居民在此居住公元前11世纪，周武王封其异母兄弟于郜，也就是当今成武地界。公元前8世纪，宋国灭掉郜国，此地成为宋国北部的一部分。之后，公元前679年，齐桓公率诸侯伐宋，周大夫单伯于诸侯会盟于此，并于此地斗鸡来庆祝伐宋胜利，遗址为斗鸡台。

### 秦至唐朝
秦始皇时设置成武为县；公元556年，北齐设永昌郡于成武，治理郜城。
公元596年，隋在成武旧城设置戴州，下辖成武、单父（今单县）等县。公元613年3月，济阴孟海公起义，戴州城陷落。

### 明清时期
明朝时期，“成武”改名为“城武”。1547年，黄河决口，死伤大量民众、牲畜，白莲教于巨野、汶上一代发动起义。1640年，农历正月初一（公历1月23日）傍晚，汶上地区有陨石降落。同年，发生饥荒，一斗粮食的价格涨到三两白银，人相食，爆发农民起义。公元1642年，隶属于李自成起义军的将领白广恩攻破县城。
1648年，李化鲸于曹县、定陶和成武一带起义，随后攻破成武县城。1701年，知县赵嗣晋组织挖掘新冲河。次年，又组织疏通桶子河并挖掘北新堤河。1813年，离挂教和巽卦教在县内发动起义，后遭朝廷镇压。1824年，知县袁章华组织疏通旧河道，命名万福河。1853年，清军逃兵李效普发动民众响应太平天国运动。1858年，捻军的盟主张乐行带领起义军占领成武县城。1897年，巨野教案发生，成武县人民积极参与斗争。次年，在德国的压力下，成武县官被撤调，又在县城教堂东侧新建两层住房。天主教在县城、南鲁集镇、天宫庙镇设教会医院。

### 中华民国时期
1912年，中华民国成立，全县学堂更名为学校。4年后，教会创办中西高等小学校。1921年，济宁人张伯全在成武县开办普济医院，同年5到8月，县内降雨80余天，城内街道甚至可以行船。1919年至1932年期间，县内先后设立邮政局、电报房、成武县筹备委员会、电话局。1932年9月，县内建立棉织厂一家，当年产量达550匹。1935年10月成武县被划定为山东省乡村建设实验县，孙则让于成武县召开曹、单、定、成四县实验县县政会议。
1938年5月14日，日本帝国陆军酒井支队入侵成武县大田集镇一带，之后又从南鲁集镇向苟村集镇一带扫荡。同年6月，日军10多架飞机轰炸城隍庙及附近居民区，炸死市民12人，城隍庙戏楼和大殿被炸塌。次年7月，300余名日军进攻成武县城，县长时耀凯弃城逃跑，县城沦陷。公元1942年3月，日军第三十二、三十五师团和骑兵第四旅团各一部及伪军3000余人扫荡大田集镇一带。同年8月，驻成武伪军到杨道堌一带抢粮，当地民兵利用地道打死伪军十余人。10月，驻成武、单县、金乡的伪军2000余人扫荡大田集镇一带，杀死、打伤和抓走民众500多人。1943年，国民党政府与河里王村创办成武县立中学。抗日战争期间，全县有500多人参加八路军主力部队，境内发生大小战斗100余次，歼灭日伪军800余人。
1945 年8 月16 日，城内侵华日军逃往菏泽，各据点伪军退守县城，8 月下旬冀鲁豫第十一军分区十二团集结部队，9月，各部队攻克县城。1946年8月到9月，成武县政府由县长智永德带领，随国民党第十一师进驻县城，中共党政军机关撤离县城。1947年1月15，中共晋冀鲁豫野战军三纵七旅二十团、九旅二十七团围攻县城，激战6小时后取得胜利，县长智永德被俘。

### 中华人民共和国时期
1949年11月1日，成武县第一次人民代表大会召开，同月又召开了县第一次党员代表大会。1950年，成立县师范学校。1956年，成武一中增设高中部，同时新建成武二中。1958年，重新改名成武县，全县实现公社化，308处农业社转并为10处人民公社。同年11月，全县组建18个民兵师，民兵14余万，县名中的“城”字改为“成”。1960年，工农业生产总值仅为上一年的58%，人民生活相当困难，县委号召人民冬季减少活动，多晒太阳。
1966年6月，在《人民日报》等报刊的鼓动下，县各中学出现了对教师、同学的批斗。8月，县内由学校开始，掀起破“四旧”运动，对书画、碑刻等实施破坏。1967年初，全县出现罢官高潮。1976年3月，出1万名民工参加黄河复堤。同年4月。菏泽汽车运输公司于县建立汽车八队。
1978年末，县供水系统建成通水。1984年，改组县委，县直属机关进行机构改革。

## 地理环境
受黄河巨量冲积物以及风雨冲刷等影响，成武全境比较平坦，呈现出“大平小不平”、岗、坡、洼相间的状态。境内地势西南高东北低，最高点在九女集镇孟庄村南部，最低点在大田集镇冯集村东部。
成武县地上水主要受自然降水和万福河、东鱼河水系的控制和影响，地下水主要来源于大气降水和黄河尾水的灌溉回归。

## 经济
成武县是典型的欠发达地区。2010 年，成武县生产总值为93.7亿元，同比增长 14.3％，整体经济增长较快，当年增速高于山东省平均水平，与菏泽市平均水平持平。2023年，全县生产总值为243.74亿元，分产业看，第一产业增加值36亿元，第二产业增加值58.44亿元，第三产业增加值149.29亿元，产业结构为14.8:24.0:61.2。
2023年，成武县高新技术企业产值占规模以上工业总产值的比重为32.8%。

## 人口
根据成武县统计局发布的数据，2023年末，成武县常住人口为57.67万人，其中城镇人口29.38万人。

## 基础设施
成武县拥有高中学校10所、中职学校3所、义务教育阶段学校167所和特殊教育学校1所。此外，县内还拥有市级重点实验室31个以及省级重点实验室、院士工作站各1个。
2023年全县共有1处三级医疗机构、6处二级医疗机构、24处一级医疗机构和367处基层医疗卫生机构。全县病床床位合计365张、各类卫生技术人员5453名。
成武县境内有国道1条、省道3条，全长162.5公里，城市内道路长度为193.89公里。

## 文化
根据贺巍对中原官话的分区，成武方言属于中原官话的兖菏片。从山东省内看，成武方言属于山东方言的西鲁片。与普通话相比，成武方言在语法方面区别较小，在词汇、语音方面区别较大。比较之下，成武方言唇齿音、舌前音增多，儿化音与普通话差别不大。
戏曲方面，成武县境内有柳子、山东梆子、大平调、豫剧、四平调等剧种流传。其中四平调和大平调影响最大。民歌方面，影响较大的有《包楞调》、《义和团》、《长毛来到曹州府》等。其中，《包楞调》曾登场1964年《上海之春》音乐会和1982年的春节文娱晚会。
成武县内民间舞蹈有30余种，其中龙灯、狮子、竹马、旱船等传播较广。县内流传的儿童游戏有杀羊羔、跳皮筋、丢包包等20余种。成武县的剪纸扎纸文化也遍及城乡，曾有专业的“扎纸匠”为丧事扎制舍火。

## 著名人物

### 伯乐
伯乐，原名孙阳，春秋时期郜国人，在秦国得到秦穆公的重用，因相马技术出众，人们便以伯乐称呼他。晚年回到家乡后将他的相马之术汇编进《伯乐相马经》一书，伯乐去世后，葬于今成武县伯乐集镇伯乐村。

### 周自齐
周自齐，山东单县人（今属成武县），是清华学堂的创办者之一，民国时期曾任山东省都督、国务总理、代总统等重要职务。